# Symmachia maeonias
Symmachia maeonias är en fjärilsart som beskrevs av Otto Staudinger 1888. Symmachia maeonias ingår i släktet Symmachia och familjen Riodinidae. Inga underarter finns listade i Catalogue of Life.